# Gros-bec à ailes tachetées
Mycerobas melanozanthos
Pour les articles homonymes, voir Gros-bec.
Espèce
Statut de conservation UICN

 LC  : Préoccupation mineure
Le Gros-bec à ailes tachetées (Mycerobas melanozanthos) est une espèce asiatique de passereaux de la famille des Fringillidae.

## Distribution
Nord du Pakistan, nord-ouest de l’Inde, Cachemire et toute la chaîne himalayenne (Himachal Pradesh, Népal, Bhoutan, Arunachal Pradesh) jusque dans l’ouest de la Chine (Seutchouan, Kansou). Nord et centre du Myanmar et extrême nord-est de l’Inde. Hiverne au sud de cette
dernière région.

## Habitat
Ce gros-bec affectionne les forêts mixtes de conifères et de feuillus (sapin, bouleau, érable),
entre 2400 et 3600 m dans l’Himalaya mais, plus bas, entre 2000 et 2500 m sur le mont
Victoria (Myanmar) ou entre 1700 et 1800 m en Thaïlande mais à des altitudes hivernales
jusqu’à 900 et 600 m au pied des collines au Bhoutan et même à 500 m dans le nord de la Thaïlande.

## Alimentation
L’ensemble des données montre que l’espèce consomme l’amande ou la chair de merises, des fruits de tamaris et des baies de viorne. D’autres types de nourriture comme des noyaux de cerises encore vertes, des bourgeons de cèdre de l’Himalaya (Cedrus deodara) et des graines d’un érable (Acer sp.) ont été décrits photos à l’appui (in Ottaviani 2008).

## Mœurs
Ces gros-becs évoluent en couples ou en groupes selon la saison. Ces regroupements comptent généralement quelques sujets mais des troupes de plus de 50 individus ont été observées après la reproduction, formant des rassemblements bruyants pour gagner les dortoirs. Ces déplacements s’effectuent en vols lourds, compacts et bruyants puis ces bandes s’agglomèrent pour jucher dans les arbres. En cas de dérangement, ils prennent leur essor et volent haut dans les airs. Les émissions vocales associées aux craquements du décorticages des noyaux et les coquilles jonchant les pieds des arbres trahissent leur présence. En hiver, ils se laissent facilement observer car ils restent longtemps perchés immobiles et silencieux sur le même massif végétal. En cas d’enneigement important, ils peuvent venir s’abriter, comme d’autres gros-becs himalayens, dans des bâtiments isolés, remises ou étables.

## Nidification
Elle dure de mai à juillet. Le nid est une coupe de rameaux, d’herbes et de mousse assemblés avec des radicelles et autres ramilles. Il est généralement placé dans un arbre à 4 m de haut ou plus. Il contient deux ou trois œufs vert pâle tachetés et vermiculés  de brun-noir et brun-rouge. Le seul nid décrit du Pakistan était placé à 4,50 m sur la branche latérale d’un if (Taxus baccata) à 2400 m d’altitude et provient de la région de Dunga Gali. Il était constitué d’une assise de rameaux de sapin argenté avec un revêtement intérieur de mousse, de fines racines et de frondes de fougère (Adiantum venustum). Il contenait trois œufs vert clair marqués de vermiculures et de taches brun-rouge (Skinner in Roberts 1992).